# Suzanne Tassier
Suzanne Tassier-Charlier (* 4. Juni 1898 in Antwerpen; † 12. März 1956 in Schaerbeck) war eine belgische Historikerin, militante Politikerin und Feministin. 

## Leben
Suzanne Tassier war die Tochter von Generalmajor Émile Tassier und begann ihre Ausbildung in einer Schule in Brüssel. Im Ersten Weltkrieg musste sie auf die britische Isle of Wight und nach Versailles ausweichen. 1919 begann sie ihr Studium der Geschichte an der Université libre de Bruxelles (ULB), wo sie Frans van Kalken auf die Zeitgeschichte lenkte und ihre Dissertation L’origine et l’évolution du Vonckisme 1923 betreute. 1924 fing sie an einer höheren Schule in Schaerbeek/Schaarbeek als Lehrerin an. Im Studium politisierte sie sich für die liberale Bewegung und begann auch ein feministisches Engagement in der Fédération belge des Femmes universitaires (FBFU). 1934 habilitierte sie sich als erste Frau in Belgien mit Histoire de la Belgique sous l’occupation française en 1792 et 1793. Im selben Jahr heiratete sie den Romanisten Gustave Charlier (1885–1959). 1938 reiste sie mit ihrem Mann in die USA, wo sie an der Hoover Institution studierte. Dort lernte sie US-amerikanische Studien zum Feminismus und zur Frauenarbeit kennen, die sie in Belgien fortsetzen wollte. Während der deutschen Besatzung übernahm sie einige Kurse der ausgeschalteten Professoren. 1945 wurde sie ordentliche Professorin an der ULB. Ihr früher Tod war einer Krankheit geschuldet. In ihrem Nachlass stiftete sie eine Professur an der ULB für feministische Studien, die 1963 ihre Arbeit begann. Auch stiftete sie einen Preis zur Förderung weiblicher Akademikerinnen.

## Schriften
- L’origine et l’évolution du Vonckisme, 1923
- Les démocrates belges de 1789. Étude sur le Vonckisme et la révolution brabançonne, 1930
- Histoire de la Belgique sous l’occupation française en 1792 et 1793, 1934
- Idées et profils du XVIIIe siècle, 1943
- L’Histoire de la guerre mondiale, pour un musée de la guerre mondiale et un office de documentation contemporaine, 1951
- La Belgique et l’entrée en guerre des États-Unis (1914–1917), 1951